# 공직선거법 제93조 제1항 사건
공직선거법 제93조 제1항 사건(2007헌마1001)는 인터넷 상 표현의 자유의 한계를 구분지은 대한민국 헌법재판소 판례이다.

## 사실관계
청구인들은 대통령 선거와 관련하여 자신들이 지지하거나 반대하는 후보자 또는 정당에 대해 이른바 UCC에 지지, 추천, 반대 등의 내용을 담아 이를 각종 포털사이트 또는 미니 홈페이지, 블로그 등 인터넷상에 게시하고자 한 사람들이다. 중앙선거관리위원회는 '선거 UCC물에 대한 운용기준'을 발표하여, 대통령 선거일전 180일부터 선거일까지 후보자 또는 정당에 대한 지지, 추천, 반대의 내용을 담거나 정당의 명칭이나 후보자의 성명을 나타내는 UCC를 인터넷에 올리는 경우, 그것이 단순한 의견 개진의 정도를 넘어 선거에 영향을 미칠 수 있는 것으로 인정된다면, 공직선거법 제93조 제1항의 '그 밖에 이와 유사한 것'에 해당하여 공직선거법 제255조 제2항 제5호의 규제대상이 된다고 하였다. 이에 청구인들은 위 법률조항들이 명확성의 원칙에 위배되고 자신들의 정치적 의사 표현의 자유를 침해하는 것이라는 이유로 이 사건 헌법소원심판을 청구하였다.

## 이유
문제되는 기본권은 선거운동의 자유를 포함한 정치적 표현의 자유로 이 자유의 헌법상 지위, 선거운동의 자유의 성격과 중요성에 비추어 볼 때, 정치적 표현 및 선거운동에 대하여는 '자유를 원칙으로, 금지를 예외로' 하여야 하고, '금지를 원칙으로, 허용을 예외로'해서는 안된다. 이에는 엄격한 심사기준이 적용된다. 
선거운동의 부당한 경쟁 및 후보자들 간의 경제력 차이에 따른 불균형이라는 폐해를 막고, 선거의 평온과 공정을 해하는 결과의 발생을 방지하는 목적의 정당성이 인정된다.
인터넷은 누구나 손쉽게 접근 가능한 매체이고, 이를 이용하는 비용이 거의 발생하지 아니하거나 또는 적어도 상대적으로 매우 저렴하여 후보자들 간의 경제력 차이에 따른 불균형 해소라는 입법목적으로 달성하지 적합하지 않다. 
일반적, 포괄적 금지조항으로써 인터넷 상 정치적 표현 내지 선거운동일체를 일정한 기간 전면적으로 금지하고 처벌하는 것은 최소침해성 원칙에 반한다.
정치적 표현의 자유 내지 선거운동의 자유를 전면적으로 제한함으로써 생기는 불이익 내지 피해가 매우 커 법익균형성을 잃었다.